# Newfields
Newfields est une municipalité américaine située dans le comté de Rockingham au New Hampshire. Selon le recensement de 2010, sa population est de 1 680 habitants, dont 301 à Newfields CDP.

## Géographie
La municipalité s'étend sur 7,26 milles carrés (18,8 km2), dont 0,16 milles carrés (0,41 km2) d'étendues d'eau. Elle est traversée par la Squamscott (en).

## Histoire
La localité, appelée Newfield Village puis South Newmarket, fait partie d'Exeter jusqu'en 1727, avant de rejoindre Newmarket. Newfields devient une municipalité en 1895.